# Sermilik Glacier
Sermilik Glacier är en glaciär i Kanada.   Den ligger i territoriet Nunavut, i den nordöstra delen av landet, 3 100 km norr om huvudstaden Ottawa. Sermilik Glacier ligger 201 meter över havet.
Terrängen runt Sermilik Glacier är varierad. Havet är nära Sermilik Glacier söderut. Trakten är glest befolkad. Det finns inga samhällen i närheten.